# Elke Leonhard
Elke Leonhard (ehemals Leonhard-Schmid;  * 17. Mai 1949 in Werkel als Elke Schmid; † 1. Januar 2025 in Berlin) war eine deutsche Politikerin (SPD) und Publizistin. Sie war von 1990 bis 2005 Mitglied des Deutschen Bundestages. Von 1998 bis 2000 war Leonhard Vorsitzende des Ausschusses für Kultur und Medien des Deutschen Bundestages. Leonhard war auf Lebenszeit Ehrenpräsidentin der Deutschen Parlamentarischen Gesellschaft.

## Studium
Leonhard studierte Pädagogik, Psychologie und Rechtswissenschaften an der Johann Wolfgang Goethe-Universität Frankfurt am Main und erlangte den Abschluss einer Diplom-Psychologin. Sie absolvierte nach eigenen Angaben Forschungsaufenthalte unter anderem an der Yale University. 1982 promovierte sie in Frankfurt mit einer Arbeit zum Thema Zur Bewusstseinsbildung der frühen Sozialdemokratie (1863–1891) zum Dr. phil. Es folgten zahlreiche weitere, in der Regel kürzere Forschungsaufenthalte, unter anderem in New York, Madrid, Rom, London, Paris und Oslo.

## Berufliche Laufbahn
Von 1981 bis 1986 war sie als wissenschaftliche Beraterin und Autorin (Buch und Regie) von Fernsehdokumentationen beim WDR in Köln tätig. Parallel dazu absolvierte sie von 1982 bis 1986 eine Ausbildung zur Bioenergetischen Analytikerin. Ab 1986 war sie Herausgeberin der inzwischen eingestellten Buchreihe Europäische Zeitzeugen (Verlag Herder).

## Politische Laufbahn
1968 trat sie in die Sozialdemokratische Partei Deutschlands ein und war von 1972 bis 1978 jüngste Stadtverordnete in Fritzlar.
Bei den Wahlen 1990 bis 2002 wurde sie über die Landesliste der SPD in Rheinland-Pfalz in den Bundestag gewählt; den Wahlkreis Bitburg (vormals Bundestagswahlkreis 152, sodann 205, heute Bundestagswahlkreis 203) konnte sie gegen den CDU-Bundestagsabgeordneten Peter Rauen nie direkt gewinnen.
In der SPD-Bundestagsfraktion war sie unter anderem von 1991 bis 1994 Außenwirtschaftliche Sprecherin, von 1994 bis 1998 Sprecherin für Auswärtige Kulturpolitik, von 1996 bis 1998 stellvertretende weltwirtschaftliche Sprecherin und von 1998 bis 1999 stellvertretende außenpolitische Sprecherin. Von 1998 bis 2000 war sie Vorsitzende des neu gegründeten Ausschusses für Kultur und Medien, von 2000 bis 2002 Hauptberichterstatterin für Auswärtige Kulturpolitik und von 2002 bis 2005 Berichterstatterin für den Einzelplan 14 (Verteidigung) im Haushaltsausschuss.
Sie war bis Juli 2006 Mitglied im Vorstand und Präsidium des SPD-Landesverbandes Rheinland-Pfalz.
Im Jahr 2023 wurde bekannt, dass sie wegen ausstehender Mitgliedsbeiträge aus der SPD ausgeschlossen worden war.

## Ehrenamtliche Tätigkeiten
Von 1993 bis 1998 war sie Vorsitzende der Deutsch-Britischen Parlamentariergruppe, von 1995 bis 1998 Vorsitzende der Interparlamentarischen Arbeitsgemeinschaft, von 1998 bis 2003 Vorsitzende des Mid-Atlantic Clubs Bonn, von 2000 bis 2003 Vorsitzende der Deutsch-Makedonischen Gesellschaft und von 1999 bis 2006 Präsidentin der Deutschen Parlamentarischen Gesellschaft, danach deren Ehrenpräsidentin.
Sie war Mitglied des Board of Trustees (Center for British Studies) der Humboldt-Universität zu Berlin sowie Mitglied der Vollversammlung und des Kuratoriums der Universität Trier. Des Weiteren war Elke Leonhard Mitglied des International Institute on Bioenergetic Analysis, New York.

## Privates
Elke Leonhard war von 1974 bis zu dessen Tod im August 2014 mit dem Historiker, Sowjetunion- und DDR-Experten Wolfgang Leonhard verheiratet und lebte in Manderscheid (Eifel) sowie in Washington, D.C. Sie starb im Alter von 75 Jahren infolge einer schweren Krankheit.

## Veröffentlichungen
- Zur Bewusstseinsbildung der frühen Sozialdemokratie. Lang, Frankfurt/Bern 1982, ISBN 3-8204-7107-3.
- Die Genossen. Wie sie sind und wie sie waren. Bund-Verlag, Köln 1989, ISBN 3-7663-3162-0
- Wo sind Schmidts Erben? Die SPD auf dem Weg zur Macht. Deutsche Verlags-Anstalt, Stuttgart 1991, ISBN 3-421-06527-6.
- Aus der Opposition an die Macht. Wie Rudolf Scharping Kanzler werden will. Bund-Verlag, Köln 1995, ISBN 3-7663-2623-6.
- mit Wolfgang Leonhard: Die linke Versuchung. Wohin steuert die SPD? Edition q im Be.bra-Verlag, Berlin 2009, ISBN 978-3-86124-633-6.

## Filme
- Die Geschichte der Sozialistischen Internationale. WDR, 1984.
- Verrat auf Deutsch – Verrat auf Italienisch. WDR, 1985.